# Grammostola gossei
Grammostola gossei là một loài nhện trong họ Theraphosidae.
Loài này thuộc chi Grammostola. Grammostola gossei được Mary Agard Pocock miêu tả năm 1899.